# Darul Amandstadion
Het Darul Amandstadion is een multifunctioneel stadion in Alor Setar, een stad in Maleisië.
Het stadion wordt vooral gebruikt voor voetbalwedstrijden, de voetbalclubs Kedah FA en Kuala Muda Naza F.C. maken gebruik van dit stadion. In het stadion is plaats voor 32.387 toeschouwers. Het stadion werd geopend in 1962 door de Sultan van Kedah. De opening vond plaats met een wedstrijd van het Maleisisch voetbalelftal tegen het elftal van Zuid-Korea (de wedstrijd eindigde in 1–0). Het stadion werd in 1997 gebruikt voor het wereldkampioenschap voetbal onder 20 van 1997. Zowel in 1997 als in 2006 vond er een renovatie plaats.